# Taxa de juro diretora
A taxa directora pode ser vista como a taxa de juro à qual cada Banco Central empresta dinheiro aos bancos comerciais. Na prática, cada banco central pode utilizar várias taxas "directoras", com funções semelhantes na política monetária, mas normalmente apenas se refere a mais importante.
Por exemplo, a principal taxa do Banco Central Europeu é a refi, enquanto no caso da Reserva Federal norte-americana é a Federal Funds Rate Target.
Por efeito dominó, a taxa directora vai influenciar o nível de todas as outras taxas de juro na economia. Deste modo, esta taxa funciona como um instrumento para incentivar ou diminuir os empréstimos, para estimular as aplicações com risco, os investimentos das empresas e, no final, tentar controlar a inflação e o ritmo de crescimento económico.
É a forma que os bancos centrais têm de controlar a inflação, que se pretende estável e reduzida. Se o produto está a crescer e a inflação a subir rapidamente, os bancos centrais poderão aumentar a taxa de juro directora, com o objectivo de travar a economia e reduzir a pressão inflacionária nos preços. Se por outro lado, a economia está parada ou a decrescer e as empresas com dificuldades, os bancos centrais tenderão a reduzir a taxa de juro directora, com o objectivo de promover o investimento e o consequente crescimento da economia. Esta última situação foi o que se verificou na crise econômica de 2009.